# Nintendo eShop
Der Nintendo eShop (jap. ニンテンドーeショップ Nintendō e-Shoppu) ist ein Online-Dienst von Nintendo für die hauseigenen Spielkonsolen Nintendo Switch und Nintendo Switch 2. Er startete am 6. Juni 2011 in Nordamerika und am 7. Juni in Europa und Japan und stand früher auch für die Nintendo 3DS und Nintendo Wii U zur Verfügung, wobei er sich dafür auf das Nintendo Network stützte.
Der Nintendo eShop als Onlineshop startete für die Nintendo-Konsolen seit dem Nintendo 3DS. Er bot sowohl zugeschnittene 3DS- und Wii-U-Titel, Virtual-Console-Spiele, DSiWare, Zusatzinhalte, Demoversionen, Trailer und Screenshots und Informationen über Neuerscheinungen.
Seit März 2023 ist es nicht mehr möglich, über diesen Dienst Software für die Spielkonsolen Nintendo 3DS und Wii U käuflich zu erwerben, somit existiert der Nintendo eShop nur noch für die Nintendo Switch und Nintendo Switch 2.

## Geschichte
Angefangen mit der Wii und später mit dem Nintendo DSi startete Nintendo eine Möglichkeit, digital Spiele an ihre Kunden zu verkaufen. Der Wii-Shop-Kanal und der Nintendo DSi Shop waren browserbasiert; Nintendo wollte dies mit dem 3DS kundenfreundlicher machen, jedoch war der neue Shop zum Zeitpunkt der Veröffentlichung des Nintendo 3DS noch nicht fertiggestellt, sodass angekündigt wurde, den Nintendo eShop Ende Mai 2011 per Firmwareupdate nachzureichen. Nintendo verschob das Update, welches den Nintendo eShop und den Webbrowser beinhaltete, ein weiteres Mal auf den 7. Juni 2011. Da an diesem Tag auch die Pressekonferenz auf der E3 stattfand, stellte man den Shop dort nochmals vor.
Am Anfang bot der Nintendo eShop neben der Vielzahl an DSiWare eine spärliche Anzahl an für den Nintendo 3DS zugeschnittenen Spielen. Jedoch waren auch einige Klassiker erhältlich, wie z. B. das für kurze Zeit kostenlos verfügbare Excitebike, welches eines der ersten 3D-Classics-Titel war. Auch alte Klassiker wie The Legend of Zelda: Link’s Awakening DX, welches damals für den Game Boy Color erschien, sowie der Pokédex 3D wurden im Nintendo eShop angeboten. Da der Nintendo eShop auch die Möglichkeit bot, die bekannte DSiWare vom Nintendo DSi herunterzuladen, integrierte Nintendo mit dem Systemupdate 2.0.0-2 im Juni 2011 die Möglichkeit seine eigenen DSiWare-Titel vom Nintendo DSi auf den Nintendo 3DS zu übertragen.
Neben Game-Boy- und Game-Boy-Color-Spielen gesellten sich ebenso Game-Gear- und Nintendo-Entertainment-System-Spiele zum Programm der Virtual Console. Darüber hinaus bot Nintendo Erstkäufern des Nintendo 3DS, welche diesen zum Preis von 250 € erhalten hatten, 20 Spiele aus der Virtual Console gratis zum Download an; diese Personen nannte man „Nintendo-3DS-Botschafter“. Im Rahmen des sogenannten „Nintendo 3DS-Botschafterprogramms“ veröffentlichte Nintendo je zehn NES- und GBA-Spiele gratis für die Botschafter zum exklusiven Download.

## Funktionen
Der Nintendo eShop wird als orange Tasche im HOME-Menü des Nintendo 3DS sowie im Haupt- und im HOME-Menü der Wii U angezeigt und erfordert eine Internetverbindung.
Anders als im Nintendo DSi-Shop und Wii-Shop-Kanal, in denen man mit Nintendo Points bezahlt hat, kann man im Nintendo eShop erstmals in der Landeswährung zahlen; in Europa in Euro bzw. der jeweiligen Landeswährung, in Amerika mit Dollar und in Japan mit Yen.
Der Nintendo eShop registriert die Käufe, sodass ein späterer erneuter Download eines Titels durchgeführt werden kann. Der erneute Download eines Titels ist kostenlos, auch wenn der Software-Titel vorher kostenpflichtig war. Ebenso bietet der Nintendo eShop die Möglichkeit, Software sofort oder im Standby-Modus bzw. im Hintergrund herunterzuladen. Im Standby-Modus lädt der Nintendo 3DS die Software über SpotPass herunter.
Spieler, welche vom Nintendo DSi auf den Nintendo 3DS umsteigen, bietet Nintendo die Möglichkeit, ihre gekauften Software-Titel auf den Nintendo 3DS zu übertragen. Die Software sowie alle dazugehörigen Rechte werden dabei vom Nintendo-DSi-System entfernt und vollständig bis auf die Speicherdaten auf das Nintendo 3DS-System übertragen. Danach ist es nicht mehr möglich, außer durch erneutes Kaufen der Titel, diese auf dem Nintendo DSi abzuspielen. Ein späteres Update bot diese Möglichkeit auch für den Transfer zwischen zwei Nintendo 3DS-Geräten.

## Inhalte
Die folgenden Inhalte stehen im Nintendo eShop zum Download bereit:

### Download Software
Im Nintendo eShop können Spiele erworben werden, die speziell für den Nintendo 3DS und die Wii U entwickelt wurden. Seit der Veröffentlichung von Tank! Tank! Tank! (DL) für die Wii U werden auch Free-to-Play-Spiele im Nintendo eShop angeboten.

### DSi Ware
Fast alle Nintendo DSiWare-Titel sind im Nintendo eShop des Nintendo 3DS verfügbar. Wie auch Nintendo-DS-Titel sind die Nintendo-DSiWare-Titel in der originalen Auflösung spielbar, hier befinden sich allerdings schwarze Balken an den Bildschirmrändern. Man kann auch eine Variante wählen, in der das Bild an den größeren Bildschirm des 3DS angepasst wird, hierbei leidet aber die Auflösung. Die HOME-Menü-Funktionalität, also das kurzzeitige Pausieren von Software durch das Drücken der „HOME“-Taste, wird nicht unterstützt.

### DLC & Patches
Im Nintendo eShop werden ebenso Herunterladbare Inhalte (DLC) angeboten. Das heißt, dass der Spieler die Möglichkeit hat, Zusätze wie z. B. neue Karten, Strecken und andere neue Inhalte herunterzuladen. Außerdem werden über den Nintendo eShop Softwareupdates, sogenannte Patches verteilt, wie beispielsweise Mitte des Jahres 2012 für Mario Kart 7 zum Beheben eines Bugs (Programmierfehler) in einigen Strecken.

### Virtual Console
Genau wie die Virtual Console der Nintendo Wii kann man auf dem Nintendo 3DS und seit Februar 2013 auch auf der Wii U alte Klassiker von früheren Systemen wie Game Boy, Game Boy Color, oder NES spielen.

### 3D Classics
3D Classics sind alte Videospiele, welche in 3D portiert und grafisch neu gestaltet und aufgebessert wurden. Der erste 3D-Classic-Titel war Excitebike, welcher für eine kurze Zeit kostenlos zum Download verfügbar war.

### Vollpreis-Spiele
Seit dem 17. August 2012 sind auch Vollpreis-Spiele im Nintendo eShop des Nintendo 3DS erhältlich. Außerdem belohnte Nintendo den Kauf über den eShop mit einem „Sterne-Bonus“ im hauseigenen Prämienclub Club Nintendo, bevor dieser eingestellt wurde. Beim Erwerb von Vollpreis-Spielen im eShop der Wii U wurde kein solcher Bonus gutgeschrieben.

### Demos
Seit einem Update im Dezember 2011 bietet Nintendo die Möglichkeit, Demoversionen eines Vollpreis-Titels herunterzuladen. Einschränkungen gibt es jedoch bei der Anzahl der verfügbaren Spielstarts.

### Videos & Trailer
Im Nintendo eShop auf 3DS und Wii U können zu ausgewählten Titeln Videos und Trailer angesehen werden. Während diese auf dem Nintendo 3DS teilweise in 3D abgespielt werden können, bietet die Videowiedergabe im eShop der Wii U eine Full HD-Unterstützung.
Nintendo bietet exklusiv für den Nintendo 3DS auch Videos zum Herunterladen an. Die Preise liegen meist zwischen 0,99 Euro und 1,50 Euro.